# Casa de vecinos Prażmowski
La casa de vecinos Prażmowski, también Pastorius, Leszczyński o Dobrycz, es una casa de vecinos de estilo rococó - clasicista situada en la calle. Krakowskie Przedmieście 87 en Varsovia.

## Historia
Construido aprox. 1660 para Joachim Pastorius, médico real e historiógrafo, como un edificio de dos pisos con una fachada de cuatro ejes. Desde mediados del siglo XVII fue propiedad del juez laico de Varsovia K. Walter, desde 1666 Mikołaj Prażmowski, Gran Canciller de la Corona y Primado de Polonia.
En 1754, tras ser adquirido por la familia Leszczyński, fue reconstruido como palacio rococó con fachada de cinco ejes según diseño de Jakub Fontana . Desde el lado de la calle. En la calle Senatorska hay una segunda casa frontal de estilo clasicista. En el lugar de la parte sur del edificio se construyó un nuevo segmento antes de 1795.
Posteriormente pasó a manos de la familia Rautenstrauch. En 1804 fue comprado por el comerciante Stefan Dobrycz. Quemado durante la defensa de Varsovia en septiembre de 1939. Los interiores fueron destruidos en 1944, pero la fachada sobrevivió a la guerra con daños menores. Desmantelado parcialmente durante la construcción del túnel de la ruta W-Z, fue reconstruido en 1948-1949 según su aspecto de finales del siglo XVIII según el diseño de Zygmunt Stępiński. En 2002-2003 fue restaurado. Sobre la entrada del edificio de apartamentos se encuentra una de las dos placas de la liberación recreadas en Varsovia después de la guerra.
La casa de vecinos está conectada con la casa de vecinos vecina de John. Es la sede de la Casa de la Literatura.

### Apariencia
Una casa de vecindad de estilo rococó - clasicista, de cuatro plantas y cinco ejes. La fachada principal está decorada con un portal, balcones con balaustradas caladas. En el portal hay una reja con el escudo de armas de Leszczyński.
Mariusz Karpowicz la incluyó entre las casas de vecindad rococó más bellas de Polonia.